# قانون التراكب

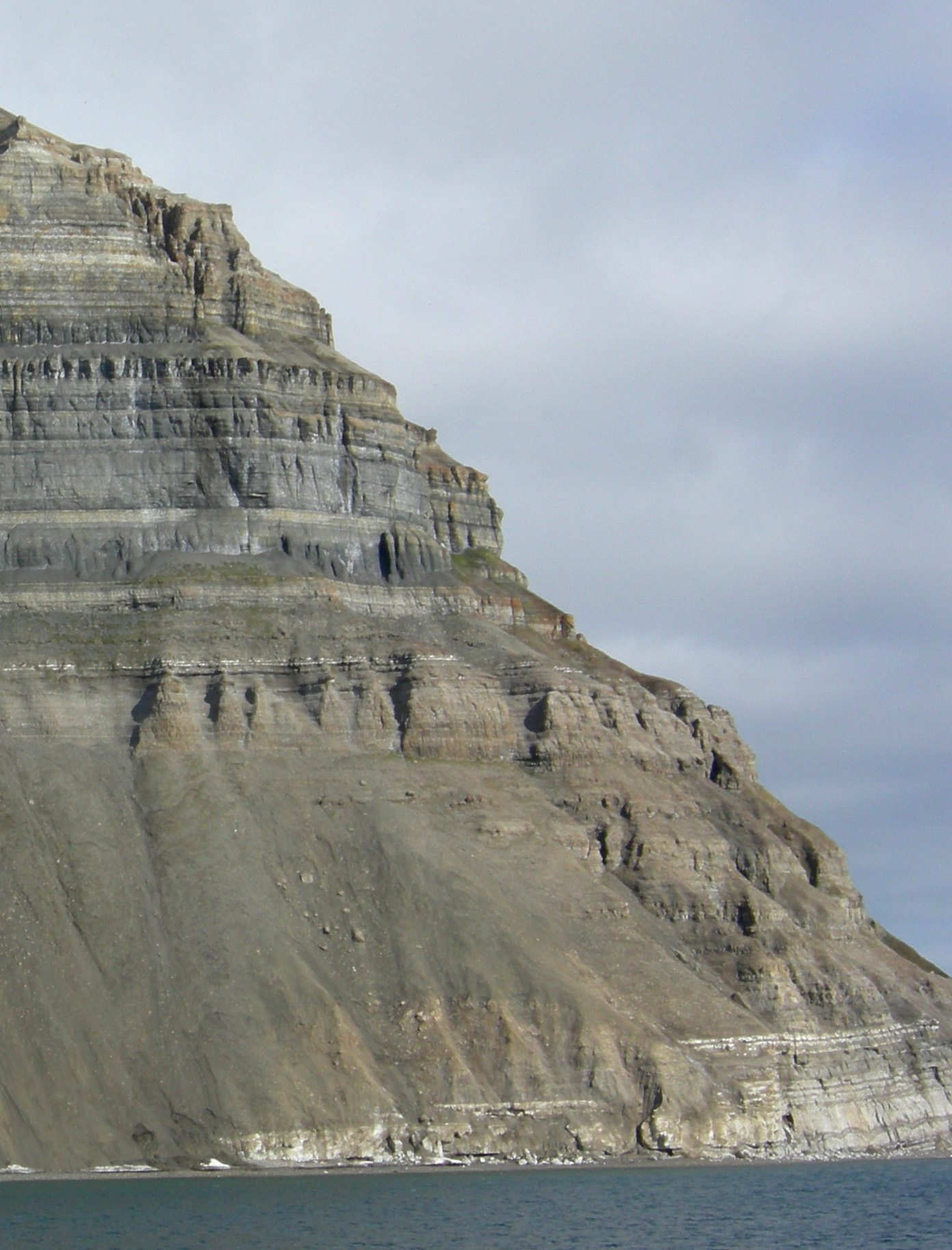
عامود طبقي على الشاطئ الشمالي في إيسفجورد، سفالبارد، النرويج. ونظرًا لأنه لا يوجد انقلاب، فإن الصخرة الموجودة في الأسفل تكون أقدم من الصخرة الموجودة في الأعلى وفقًا لمبدأ التراكب.

قانون التراكب (أو مبدأ التراكب) هو بديهية أساسية قائمة على ملاحظات التاريخ الطبيعي، وهذا هو المبدأ الأساسي للطبقات الرسوبية وغيرها من العلوم الطبيعية المستقلة المنبثقة من علم الجيولوجيا:
تترسب الطبقات الرسوبية في تسلسل زمني، مع وجود الطبقات الأقدم في الأسفل والطبقات الأحدث في الأعلى.
تمت صياغة القانون في القرن السابع عشر من قِبل العالم الدنماركي نيكولاس ستينو.

## وضعقانون التراكب
أثناء مناقشة أصول الجبال في كتاب الشفاء في عام 1027، قام ابن سينا أولاً بتلخيص مبدأ تراكب الطبقات على النحو التالي:
من الممكن أيضًا أنه ربما يكون البحر قد تدفق شيئًا فشيئًا على الأرض، التي تتكون من السهول والجبال، ثم تعرض للانحسار بعيدًا بعد ذلك. ... ومن الممكن أنه في كل مرة تتعرض فيها الأرض لانحسار البحر يتم ترك طبقة، لأننا نرى أن بعض الجبال قد تراكمت طبقة بعد طبقة، وبالتالي فمن المحتمل أن الطين التي تشكلت منه كان نفسه في وقت ما مرتبًا في طبقات. وقد تشكلت طبقة واحدة أولاً، ثم في فترة مختلفة تشكلت طبقة أخرى وتراكمت فوق الطبقة الأولى وهكذا. وفوق كل طبقة، انتشرت مادة مكونة من مواد مختلفة، والتي شكلت فاصلاً بينها وبين الطبقة التالية؛ ولكن عند حدوث عملية التحجير، حدث شيء ما للفاصل مما تسبب في تفتيته وتفكيكه بين الطبقات (وهو ما قد يُشار إليه بعدم التطابق). ... وبالنسبة لبداية البحر، فإن طينته إما تكون رسوبية أو بدائية، والأخيرة ليست رسوبية. ومن الممكن أن يكون الطين الرسوبي قد تشكل بواسطة تفكك طبقات الجبال. وهذا هو تشكيل الجبال.
مع افتراض أن جميع الصخور والمعادن كانت ذات مرة سائلة، أفاد نيكولاس ستينو أن طبقات الصخور تشكلت عندما تساقطت الجزيئات، التي كانت في حالة سائلة مثل المياه، إلى القاع. ومن شأن هذه العملية أن تترك طبقات أفقية. وبالتالي، فإن مبدأ الأفقية الأصلية الخاص بستينو يقول إن الطبقات الصخرية تتشكل في وضع أفقي، وأي انحرافات عن هذا الوضع الأفقي تكون بسبب الصخور التي يتم التعرض لها لاحقًا.
وهناك استثناءات لهذه الحالة، لأن الرواسب قد تترسب على المنحدرات أو التدرجات. وهذه المنحدرات قد تكون حادة وموضعية، ويمكن أن تصل إلى عدة درجات. ومع ذلك، فإن المبدأ صحيح بشكل أساسي.
وقد ذكر ستينو مبدأ آخر أكثر عمومية في هذه الطريقة:
إذا كان أحد الأجسام الصلبة محاطًا من جميع الجوانب بجسم صلب آخر، فإنه يخرج في حالة الجسمين اللذين أصبح أحدهما صلبًا أولاً على سطحه الخاص خصائص سطح الجسم الآخر عند التلامس المتبادل.
بعبارة أخرى: الجسم الصلب سوف يجعل أي أجسام صلبة تتشكل حوله لاحقًا تنسجم مع شكله الخاص.
كان ستينو قادرًا من خلال هذا المنطق على إظهار أن الحفريات والبلورات يجب أن تكون قد تصلبت قبل تشكُل الصخرة المضيفة التي تحتوي على هذه الحفريات والبلورات. وإذا نما «حجر اللسان» داخل صخرة ما، فمن المفترض أن يكون قد تعرض للتشويه من قِبل الصخرة المحيطة، بنفس الطريقة التي يتعرض فيها جذر الشجرة للتشويه بسبب النمو في أحد الصدوع الموجودة في الأرض. وبدلاً من ذلك، يجب أن يكون «حجر اللسان» قد دُفن في الرواسب الناعمة التي تصلبت لاحقًا. من ناحية أخرى، يجب أن تكون الأوردة (شقوق مليئة بالمعادن) والعديد من البلورات قد تشكلت بعدما كانت الصخرة المحيطة صلبة، لأنها عادة ما تظهر تشوهات للشكل بسبب الاضطرار إلى الانسجام مع الصخور الصلبة المحيطة.
وأخيرًا، في حالة الطبقات، تتطابق الطبقات الموجودة أعلى مجموعة من الطبقات مع شكل الطبقات السفلى، وبالتالي، في مجموعة من الطبقات يجب أن تكون الطبقات الأحدث هي تلك الطبقات الموجودة في الأعلى، ويجب أن توجد الطبقات الأقدم في الأسفل. هذا لأن الطبقة الأحدث ترسبت بعد الطبقات الأقدم التي تحدد مكانها في الطبقات. ونظرًا لأن الطبقة الأقدم ترسبت أولاً، فإنها تكون في الأسفل والعكس صحيح.